# Huguette Lachapelle
Pour les articles homonymes, voir Lachapelle.
Huguette Lachapelle, née le 28 octobre 1942 à Saint-Basile et mort le 15 décembre 2021 à Saint-Jean-sur-Richelieu, est une fonctionnaire, secrétaire et femme politique québécoise, députée péquiste de Dorion à l'Assemblée nationale du Québec des élections générales de 1981 aux élections générales de 1985, durant lesquelles elle est battue par la candidate libérale Violette Trépanier.

## Biographie

### Jeunesse et carrière avant la politique
Huguette Lachapelle naît le 28 octobre 1942 à Saint-Basile-de-Portneuf du militaire Roger Boisseau et de Rita Marcotte. Sa famille emménage cependant à Montréal alors que Lachapelle a cinq ans. Elle obtient son diplôme d'études commerciales au Elie Business College à Montréal. De 1956 à 1962, elle est secrétaire-réceptioniste dans plusieurs bureaux de Montréal. En 1973, elle fait campagne pour René Lévesque dans la circonscription de Laurier et organise en 1976 la campagne électorale de Lise Payette dans Dorion en tant que son adjointe de campagne,. De 1976 à 1981, elle est membre du cabinet de Payette, devenue ministre des Consommateurs, Coopératives et Institutions financières.

### Carrière politique
Après la décision de Lise Payette de ne pas se représenter aux élections de 1981, Huguette Lachapelle est investie candidate du Parti québécois dans la circonscription de Dorion, pressentie par René Lévesque comme le « "gros canon" de son comté ». Elle est élue le 13 avril 1981 avec une avance de près de 2 000 voix sur son plus proche adversaire, le candidat libéral Henri-François Gautrin,. Elle continue tout de même d'être mère au foyer en s'occupant de ses deux enfants. Du 22 septembre 1982 au 4 décembre 1984, elle est whip adjointe, puis whip en chef jusqu'au 23 octobre 1985, devenant la première femme nommée à ce poste,,. Après la démission du premier ministre René Lévesque, lorsque questionnée sur le candidat qu'elle préfère pour prendre la tête du parti, Lachapelle choisit Pierre-Marc Johnson, citant que « Les Québécois ne voudraient pas d'une femme comme premier ministre » concernant la candidature de Pauline Marois. Sa remarque attire l'attention, notamment car Pierre-Marc Johnson et Pauline Marois se disent tous deux en désaccord avec Lachapelle. Elle est battue de peu par la candidate libérale Violette Trépanier aux élections générales de 1985,.

### Après la vie politique et vie personnelle
Huguette Lachapelle est par la suite redevenue fonctionnaire, travaillant au ministère de la Justice de 1986 jusqu'à sa retraite en 2002.
Après son mariage, elle devient Huguette Boisseau, et a deux enfants.
Elle meurt à l'hôpital du Haut-Richelieu de Saint-Jean-sur-Richelieu le 15 décembre 2021 à l'âge de 79 ans,.

## Résultats électoraux
|                                                                                               | Nom                            | Parti                        | Nombre de voix | %      | Maj.  |
| --------------------------------------------------------------------------------------------- | ------------------------------ | ---------------------------- | -------------- | ------ | ----- |
|                                                                                               | Violette Trépanier             | Libéral                      | 12 724         | 51,7 % | 2 498 |
|                                                                                               | Huguette Lachapelle (sortante) | Parti québécois              | 10 226         | 41,6 % | -     |
|                                                                                               | Paul Comtois                   | NPD Québec                   | 653            | 2,7 %  | -     |
|                                                                                               | Robert Zambito (en)            | Progressiste conservateur    | 290            | 1,2 %  | -     |
|                                                                                               | Normand Lacasse                | Parti indépendantiste (1985) | 268            | 1,1 %  | -     |
|                                                                                               | Alain Despaties                | Parti humaniste              | 155            | 0,6 %  | -     |
|                                                                                               | Line Chabot                    | Communiste                   | 76             | 0,3 %  | -     |
|                                                                                               | Réal Bastien                   | Crédit social uni            | 66             | 0,3 %  | -     |
|                                                                                               | M. Luisa Grau                  | Commonwealth du Canada       | 56             | 0,2 %  | -     |
|                                                                                               | André St-Arnaud                | Socialisme chrétien          | 55             | 0,2 %  | -     |
|                                                                                               | Mario Caluori                  | Sans désignation             | 36             | 0,1 %  | -     |
| Total                                                                                         | Total                          | Total                        | 24 605         | 100 %  |       |
| Le taux de participation lors de l'élection était de 74,6 % et 453 bulletins ont été rejetés. |                                |                              |                |        |       |

|                                                                                               | Nom                    | Parti              | Nombre de voix | %      | Maj.  |
| --------------------------------------------------------------------------------------------- | ---------------------- | ------------------ | -------------- | ------ | ----- |
|                                                                                               | Huguette Lachapelle    | Parti québécois    | 14 551         | 51,5 % | 1 894 |
|                                                                                               | Henri-François Gautrin | Libéral            | 12 657         | 44,8 % | -     |
|                                                                                               | François Lefebvre      | Union nationale    | 524            | 1,9 %  | -     |
|                                                                                               | Suzanne Barbeau Foisy  | Communiste ouvrier | 161            | 0,6 %  | -     |
|                                                                                               | Gilles Frenière        | Travailleurs       | 114            | 0,4 %  | -     |
|                                                                                               | Ginette Boutet         | Marxiste-léniniste | 88             | 0,3 %  | -     |
|                                                                                               | Raymond Beaudoin       | Sans désignation   | 74             | 0,3 %  | -     |
|                                                                                               | Fernand Bélisle        | Crédit social uni  | 66             | 0,2 %  | -     |
| Total                                                                                         | Total                  | Total              | 28 235         | 100 %  |       |
| Le taux de participation lors de l'élection était de 82,6 % et 666 bulletins ont été rejetés. |                        |                    |                |        |       |

### Médiagraphie
: document utilisé comme source pour la rédaction de cet article.
- « Les résultats électoraux depuis 1867, D'Arcy-McGee à Duplessis », sur Assemblée nationale du Québec, 2024 (consulté le 30 octobre 2024).
- Jacques Bouchard et Pierre Gravel, « Élue sans l'aide de Lise Payette, Huguette Lachapelle, une députée « ben ordinaire » », La Presse, vol. 97, no 106,‎ 5 mai 1981 (lire en ligne).